# Prodigal Son (serie televisiva)
Prodigal Son è una serie televisiva statunitense, creata da Chris Fedak e Sam Sklaver per la Fox Broadcasting Company e trasmessa dal 23 settembre 2019.
In Italia la serie è andata in onda su Premium Crime dal 20 gennaio 2020 al 30 maggio 2021.
La serie è stata cancellata da Fox nel maggio 2021 in seguito ai bassi ascolti.

## Trama
La serie è incentrata sulla vita di Malcolm Bright, il cui padre, Martin Whitly, è il famigerato assassino seriale noto come "Il chirurgo". Da bambino, Malcolm consentì alla polizia di arrestare suo padre e non lo vide più (di sua spontanea volontà) per dieci anni. Divenne dapprima profiler, che lavorava con l'FBI (fino a quando non è stato licenziato), e attualmente è un consulente del New York Police Department.
Malcolm è costretto a confrontarsi con suo padre dopo che un assassino seriale ha usato i metodi di uccisione del dottor Whitly. Ora si ritrova in costante contatto con suo padre, poiché entrambi devono usare le intuizioni di Whitly per aiutare la polizia a risolvere crimini orribili e combattere i propri demoni interiori.

## Episodi
| Stagione         | Episodi | Prima TV USA | Prima TV Italia |
| ---------------- | ------- | ------------ | --------------- |
| Prima stagione   | 20      | 2019-2020    | 2020            |
| Seconda stagione | 13      | 2021         | 2021            |

## Personaggi e interpreti

### Principali
- Malcom Bright / Malcolm Whitly (stagioni 1-2), interpretato da Tom Payne, doppiato da Alessandro Campaiola. 
Un ex profiler dell'FBI caduto in disgrazia che ora lavora per il NYPD. Possiede l'abilità di comprendere i crimini dal punto di vista dell'assassino, permettendogli di cogliere cose che altri poliziotti non potrebbero vedere. Tuttavia, questo dono lo perseguita, facendolo vivere in un perpetuo stato di paura che un giorno potrebbe soccombere alle stesse tendenze sociopatiche di suo padre.
- Gilbert Arroyo (stagioni 1-2), interpretato da Lou Diamond Phillips, doppiato da Alberto Angrisano. 
Un tenente del NYPD. È l'agente che arrestò Martin Whitly e, da allora, ha agito come padre surrogato per suo figlio, Malcolm; Gil assume Malcolm come suo nuovo consulente dopo che quest'ultimo è stato licenziato dall'FBI.
- Ainsley Whitly (stagioni 1-2), interpretata da Halston Sage, doppiata da Veronica Puccio. 
È la sorella di Malcolm ed è un'ambiziosa reporter televisiva.
- Dani Powell (stagioni 1-2), interpretata da Aurora Perrineau, doppiata da Eleonora Reti. 
Una detective che lavora con Arroyo.
- JT Tarmel (stagioni 1-in corso), interpretato da Frank Harts, doppiato da Francesco De Francesco. 
Un detective che lavora con Arroyo.
- Dr. Edrisa Tanaka (stagioni 1-2), interpretata da Keiko Agena, doppiata da Domitilla D'Amico. 
Un medico legale che collabora con la squadra di Arroyo e che ha un interesse in Malcolm.
- Jessica Whitly (stagioni 1-2), interpretata da Bellamy Young, doppiata da Claudia Catani. 
 Madre di Malcolm e donna d'affari di successo di una vecchia famiglia dell'alta società. Soffre di alcolismo, dovuto allo shock dato dai crimini del marito.
- Dr. Martin Whitly (stagioni 1-2), interpretato da Michael Sheen, doppiato da Franco Mannella. 
 Padre di Malcolm, attualmente sta scontando una pena per ventitré omicidi al Claremont Psychiatric Hospital. È il serial killer noto come "il chirurgo".
- Dr. Vivian Capshaw (stagioni 2), interpretata da Catherine Zeta-Jones, doppiata da Roberta Pellini.
È la dottoressa che lavora nell'infermeria del Claremont Hospital.

### Ricorrenti
- Malcom Bright / Malcolm Whitly da bambino (stagioni 1-2), interpretato da Kasjan Wilson, doppiato da Adriano Venditti.
- Mr. David (stagioni 1-2), interpretato da Esau Pritchett. 
È il guardiano di Martin Whitly all'ospedale psichiatrico di Claremont.
- Dr. Gabrielle Le Deux (stagione 1), interpretata da Charlayne Woodard, doppiata da Alessandra Cassioli. 
È la psicologa di Malcolm.
- Eve Blanchard (stagione 1), interpretata da Molly Griggs, doppiata da Francesca Manicone. 
È un'avvocato specializzata nel traffico di esseri umani che diventerà un interesse amoroso per Malcolm.
- Dr. Stanley Higa (stagione 1), interpretato da James Saito. 
È lo psicologo dell'ospedale psichiatrico di Claremont durante la prima stagione. Verrà sostituito dal dottor Marsh.
- Tevin Standish (stagione 1), interpretato da Matthew Maher, doppiato da Raffaele Carpentieri. 
È uno dei detenuti all'ospedale psichiatrico di Claremont.
- Hector (stagioni 1-2), interpretato da Armando Acevedo. 
È uno dei detenuti all'ospedale psichiatrico di Claremont.
- Paul Lazar (stagione 1), interpretato da Michael Raymond-James, doppiato da Dario Oppido. 
È un serial killer che ha collaborato con Martin.
- Nicholas Endicott (stagione 1), interpretato da Dermot Mulroney, doppiato da Francesco Prando. 
È un businessman molto potente che avvicina Jessica.
- Frate Pete (stagioni 2), interpretato da Christian Borle, doppiato da Gianfranco Miranda. 
È un frate serial killer richiuso al Claremont Hospital assieme a Martin Whitly.
- Dr. Brandon Marsh (stagioni 2), interpretato da Michael Potts. 
È lo psicologo dell'ospedale psichiatrico di Claremont dalla seconda stagione. Ha sostituito il dottor Higa.
- Simon Hoxley (stagioni 2), interpretato da Alan Cumming, doppiato da Massimo De Ambrosis.
È un arrogante agente dell'Europol ed è noto come "The MindSleuth".[4]

## Promozione
Il 13 maggio 2019 è stato pubblicato il trailer ufficiale della serie.

## Accoglienza
Il sito web aggregatore di recensioni Rotten Tomatoes ha riportato una valutazione di approvazione del 59% con una valutazione media di 6.47/10, basata su 22 recensioni. Il consenso critico del sito web recita: "Nonostante sia una serie promettente, Prodigal Son mette in disparte uno spettacolare Michael Sheen a favore di una trama procedurale più profonda che spesso si trascina troppo nel grottesco". Metacritic, che utilizza una media ponderata, ha assegnato un punteggio di 59 su 100 sulla base di 12 critici, indicando "recensioni miste o medie".